# رنا الدجاني
رنا باسم محمد ربحي الدجاني باحثة أردنية متخصصة في بيولوجيا الخلية، تخرجت من كلية العلوم من الجامعة الأردنية سنة 1989، وحصلت على شهادة الدكتوراه في البيولوجيا الجزئية من جامعة آيوا في الولايات المتحدة الأمريكية سنة 2005. ، تتركز اهتماماتها البحثية في مجال إشارات الخلية، تعمل في الجامعة الهاشمية في المجال البحثي والتدريسي والمبادرات التطوعية. ولدت لأب فلسطيني وأم سورية وهي تصف نفسها «نصف فلسطينية ونصف سورية بجواز سفر أردني».

## حياتها العلمية
تخرجت من كلية العلوم قسم الأحياء والتكنولوجيا الحيوية من الجامعة الأردنية وحصلت على الماجستير من نفس الجامعة عام 1992، ثم انتقلت إلى الولایات المتحدة الأمیركیة للعمل باحثة مساعدة في جامعة آیوا عام 2000 وحصلت على الدكتوراه في البیولوجیا الجزیئیة من الجامعة نفسھا عام 2005.
حصلت على منحتين من منح برنامج فولبرايت، تهتم الدكتورة رنا الدجاني بالبحث في دراسات الروابط على نطاق الجينوم المتعلقة بمرض السكري والسرطان في الأردن.

### بحثها
يتحدث بحثها عن إشارات الخلية، نقل إشارات الخلية يشير إلى العمليات البيوكميائية التي تتم بواسطة الخلايا المسئولة عن نقل الإشارات في البيئة الداخلية والخارجية، العديد من المسارت البيوكميائية التي تُسير هذه الإشارات موجودة في الخلايا على انتشار واسع. وبالتالي، فهم هذا النظام ضروري لعمل معظم الأحياء في علوم الحياة الأساسية والحياة التطبيقية. لأن آلية نقل الإشارات هي دوائر التحكم الطبيعية التي تنظم النظام الحيويّ. هذه الآلية هي هدف تطوير العوامل العلاجية لمكافحة المرض. وتقول الدكتورة رنا عن نفسها أنها تتبع نهج متعدد التخصصات من خلال المعرفة وتبادل المعلومات الذي يوفر منظور جديد نحو العلوم.

## حياتها المهنية
بدأت رنا حياتها المهنية كمحاضرة في جامعة فيلادلفيا بالأردن (1992-1994)
وعملت كمعلمة في أكاديمية عمان بالأردن (1995-2000)
ثم باحث مساعد في جامعة آيوا (2000-2005)، وأستاذ مساعد في الجامعة الهاشمية (2005-2013)، وأخيرا أستاذ زميل في الجامعة الهاشمية (2013- جاري) لم تقتصر حياة رنا المهنية على التدرج في الوظائف الأكاديمية بل تولت أيضًا مناصب عديدة على مستوى المملكة الأردنية والعالم العربي عمومًا.
ومنها:
المستشار للمجلس الأعلى للعلوم والتكنولوجيا. أستاذ مشارك وكانت المدير السابق لمركز الدراسات البحثية في الجامعة الهاشمية في الأردن. وهي أيضًا زائر سابق لمركز الخلايا الجذعية. وكتبت من قبل في مجلة العلوم والطبيعة عن النساء في العالم العربي، وهي عضو في فريق جمعية المرأة للأمم المتحدة في الأردن. وهي المؤسس لحملة نحن نحب القراءة التي فازت في 2017 بجائزة الملك سيجونغ للقراءة والكتابة المقدمة من اليونيسكو ‏.

### برنامج نحن نحب القراءة
نحن نحب القراءة هو برنامج يهدف إلى غرس حب القراءة من أجل الاستمتاع عند الأطفال، تم تطويره ووهيكلته على أسس وأبحاث علمية عديدة. يقوم البرنامج على فكرة تدريب متطوعين محليين من رجال ونساء من مختلف الأعمار على القراءة للأطفال بصوتٍ عالٍ ليقوموا بعقد جلسات قراءة في أحيائهم لتغيير العقليات من خلال القراءة وأخراج جيل من صانعي التغيير

## الجوائز التي حصلت عليها
حصلت على جائزة PEER لنموذج الدوائر الثلاثة من Alemat، وإختيرت كواحدة من 20 عالما الأكثر تأثيرًا في العالم الإسلامي في عام 2014، وكانت على قائمة 100 من النساء الأكثر تاثيرًا في العالم العربي عام 2014 أيضًا ، في أكتوبر 2017 تم اختيارها من قبل مؤسسة برادكليف للدراسات المتقدمة للفوز ببرنامج زمالة مؤسسة برادكليف.

## مشاركتها في مجال التعليم
عُينت الدكتورة رنا الدجاني خبيرة في تطوير التعليم العالي لدى مكتب تمبوس الوطني. وهي أيضًا مستشارة بنك التنمية الإسلامي في السعودية، أسست مركز تعلم الخدمات في الجامعة الهاشمية، وكانت ضمن المحاضرين في مؤتمر تيد إكس في البحر الميت وأيضاً في المنتدى الاقتصادي الإسلامي العالمي.

### لقاء تيد اكس
تحدث رنا الدجاني في تيد إكس عن أن الهدف من حياتنا هو أن نعيش في مودة ومحبة مع الأخرين، وعن ضرورة إصلاح كل ما حولنا من فساد وأن هذه مهمة كل شخص على وجه الأرض أن يؤمن بقدراته ليستطيع تغيير ما حوله.

## روابط خارجية
- صفحة الدكتورة رنا الدجاني على جوجل سكولر